# 學戰都市Asterisk
《學戰都市Asterisk》是三屋咲悠撰寫，okiura繪製插畫的日本輕小說，MF文庫J（Media Factory）出版。繁體中文版由尖端出版代理；简体中文版预定由天闻角川代理发行，湖南美术出版社出版。2015年10月至12月首播電視動畫。

## 故事簡介
水上學院都市「六花」——在這座通稱Asterisk（阿斯塔利斯克）的城市內，以世界最大綜合戰鬥演藝《星舞祭》的舞台而遠近馳名。分屬六間學園的《星辰世代》少年少女們利用煌式武裝，賭上自己的願望競爭霸業。

## 登場人物

### 主要角色
天霧綾斗（聲：田丸篤志、諏訪彩花（幼年））
本作男主角，生日：6月8日，血型：A，身高：175公分。新轉進星導館學園高中部1年級，為了找尋姊姊而來到星導館，為古流「天霧辰明流」繼承者。
雖然擁有極其龐大的星辰力，但是卻被身為魔女的姊姊施下了封印力量的禁錮，雖然可以靠自身暫時衝破封印，但是對身體負擔極大且最多只能維持五分鐘（如果急劇消耗星辰力解放時間也會急速縮短）。
於第四卷中得到解開封印的第二把鑰匙後得以持續約一小時，並且達到「識」的領域，得以開始使用奧傳。於第九卷中与英士郎的父亲夜吹怃尘斋战斗时得到解開封印的第三把不完全鑰匙，夜吹怃尘斋便被绫斗的气势震慑，并且差一点就赢了怃尘斋。於第十卷完全解放封印，解放了自封印開始至今長達六年的修煉成果，實力大幅提昇，甚至能夠憑個人之力對抗蘭斯洛特隊中的其中三人，不過實力仍遜於遙。從纱夜口中得知自从六年前被姐姐封印后战斗能力完全没有成长。在小說第十一卷中与刀藤绮凛一起回到本家，从父亲天雾正嗣那里得知，天雾遥是自己同母异父的姐姐。於第十一卷末求助於「大博士」，成功喚醒天霧遙。
使用擁有無視一切防禦的純星煌式武裝「黑爐魔劍」。於第二卷戰勝綺凜後成為星導館排名第一，被克勞蒂雅取名稱號「叢雲」。
入學第一年與尤莉絲一起拿下鳳凰星武祭冠軍。第二年加入克勞蒂雅的隊伍並且與夥伴一同獲得獅鷲星武祭冠軍。
在小說第十二卷被處刑刀威脅在王龍星武祭中奪冠。
在小說第十五卷裡，在王龍星武祭的準決賽中敗給尤莉絲，尤莉絲並在戰鬥中向綾斗告白，戰鬥結束後尤莉絲到綾斗的休息室關心並留下「等一切都結束後，也讓我聽聽你的心意吧，綾斗。」
尤莉絲·愛雷克西亞·馮·里斯妃特（Julis-Alexia Van Riessfeld，聲：加隈亞衣）
本作女主角，生日：4月23日，血型：AB，身高：162公分。星導館學園高中部1年級生，與綾斗同班，喜歡綾斗，是萊澤塔尼亞王國的第一王女。
以「炎之花」為形象具象自己的能力，開發出包括攻擊、防禦、移動、陷阱等各種技能多達十多種，在現役的魔女中堪稱擁有頂尖的實力。為了救助祖國的孤兒院而來到星導館賺錢，以稱霸星武祭三冠王為目標。
擁有操縱火焰能力的魔女，為星導館排名第五，稱號為「華焰魔女」。在第七卷時獲得了六把用意識操作的，遠距煌式引導武裝。可以攻擊，並作為施放能力的媒介。
高中一年級與綾斗一起拿下鳳凰星武祭冠軍。二年級時加入克勞蒂雅的隊伍並且與夥伴一同獲得獅鷲星武祭冠軍。
在小說第十一卷裡为了打败好友奧菲莉亞·蘭朵露芬，準備参加《王龙星武祭》，后加入范星露组织的魉山泊修行，為比賽做準備。
沙沙宮紗夜（聲：井澤詩織）
生日：2月10日，血型：A，身高：148公分。星導館學園高中部1年級生，綾斗的同學，相隔六年後再次見面的青梅竹馬，喜歡綾斗，於第八卷最後向綾斗告白。
一名路癡，會在路上不知不覺走失，經常因此打電話求助他人。臉上幾乎沒有表情變化，加上慢條斯理的說話方式，就算在戰鬥中也感覺不到緊張感，但是相反的使用的煌式武裝卻都是威力極強大的槍砲型武裝，而且小時候為了能夠和綾斗進行對練，以天霧辰明流為基礎學會運用龐大的砲身進行近身戰的技術。
使用父親所製作的十多種槍砲型煌式武裝，雖然在星導館排名外但是實力極強，擁有相當恐怖的砲擊威力。
高中一年級跟綺凜組隊打進鳳凰星武祭4強。二年級時加入克勞蒂雅的隊伍並且與夥伴一同獲得獅鷲星武祭冠軍。
克勞蒂雅·恩菲爾德（Claudia Enfield，聲：東山奈央）
生日：6月10日，血型：O，身高：168公分。金髮巨乳，星導館學園高中部1年級生，為星導館學園的學生會長，喜歡綾斗，在綾斗來到星導館之前就已經知道其存在。為了實現自己的目的而利用學生會長的職權，強勢的選定綾斗作為特待轉學生，讓其能夠在默默無聞的情況下享有特待生的特權而轉入星導館就讀。
由於父母都是銀河高層，因此對於高層內部有某種程度上的了解，並且因為母親還是經營方面的執行高層，因此從小就作為「潘朵拉」的使用者，經歷過潘朵拉給予無數死亡經歷，也因此對於活著的感覺逐漸淡薄，使的自己只在乎死去的方式。
在「潘朵拉」所給予的成千上萬的死之經驗中，印象最為深刻的就是被銀河派遣的特工追殺，最後死在綾斗懷抱中。因為此經歷而深深的著迷於綾斗，甚至為了實現這個死亡預知而不顧一切，但是最後卻因為綾斗等人的奮戰與列媞希亞所贈與的護身符而失敗。事後遭到夥伴的責罵而開始思考未來，並且利用從潘朵拉的死亡經歷中得到的情報與銀河高層交易，讓他們願意放棄追殺。
使用擁有看見未來的能力純星煌式武裝「潘朵拉」。為星導館排名第二，稱號為「千見盟主」。
高中二年級時招攬了綾斗、尤莉絲、紗夜、綺凜，組成恩菲爾德小隊參與獅鷲星武祭並且得冠。
刀藤綺凜（聲：小澤亞李）
生日：11月11日，血型：O，身高：155公分，三圍:B88/W57/H82。第2卷後登場，星導館學園中等部1年級生的13歲少女，雖為13歲卻有與年紀不符的巨乳，為刀藤流劍術宗家繼承者，喜歡綾斗，於第十一卷告白。
身為刀藤流宗家繼承者，身懷堪稱比綾斗更精湛的劍技，以四十九種刀路所組成的無限連擊劍技「連鶴」為必殺技，一旦出劍就會追擊對手直到勝利。其父在綺凜年幼時為了保護她不被強盜襲擊而失手將其殺死因而入獄，綺凜為了救父而來到星導館，接受伯父的指示行動成為星導館排名第一，但是在與綾斗等人相識後決定以自己的意志向前邁進而擺脫伯父的控制。
使用普通武器的日本刀「千羽切」。原本為星導館排名第一，但是在與綾斗決鬥中戰敗而成為排名外，稱號為「疾風刃雷」。
在獅鷲星武祭準決賽單挑曉彗獲勝，中途獲得了能看見"生命的脈流"的眼睛，類似讀心術，能看見對手行動時產生的意識流動，卻因而消耗了大量星辰力陷入暂时失明的状态，無法參加決賽，後恢復。
在第十一卷中獲得可儲存使用者力量提升威力的日本刀式純星煌式武裝「芙墮落」以及刀藤家最上級業物的名刀「雛丸」。
中學一年級跟紗夜組隊打進鳳凰星武祭4強。二年級時加入克勞蒂雅的隊伍並且與夥伴一同獲得獅鷲星武祭冠軍。
席爾薇雅·琉奈海姆（Sylvia Lyyneheyme，聲：千菅春香）
葵恩薇兒學園的學生會長，既是世界最有名的歌手，亦是世界最有名的魔女，即便是人稱史上最強魔女的奧菲莉亞在知名度上也不及她，喜歡綾斗。
行程基本都是維持滿檔狀態，經常不在學園內而在各地巡迴演出，因此鮮少參加六位學生會長「六花園會議」。實力強悍，是上屆「王龍星武祭」的亞軍。
葵恩薇兒排名第一位。擁有「萬能」能力的魔女，利用歌聲作為媒介改變自身印象來實現除了治癒能力以外的各式各樣能力，稱號為「戰律魔女」。在芙蘿拉被狄洛克綁架時，綾斗在找線索時正好碰上，幫助綾斗等人成功救人。
在第八卷席尔薇雅·琉奈海姆亲手做便当给天雾绫斗,但被蜜儿雪团队看见並误会跟席尔薇雅·琉奈海姆的关系。
目標是尋找教她唱歌的老師烏絲拉。發現烏絲拉的身體被占據之後，開始調查金枝篇同盟。

### 星導館學園
夜吹英士郎（聲：内田雄馬）
綾斗的室友，總是帶著和藹笑容，五官精悍的少年。
繼承了夜吹一族異於常人的血統（隱蔽能力以及異於常人的體能），真正實力匹敵星導館學園的「始頁十二位」且遠高於尤莉絲和紗夜。
為特務機關「影星」的成員，且為領導「影星」的「夜吹一族」的長子。
不喜歡「影星」和「夜吹一族」為了任務而不顧私情的做法，在第九卷的星導館內戰中泄漏情報給主角等人。之後因為此次背叛而被斷絕家族關係，但由於銀河的高層讚賞他的行動，所以續留在星導館學園。之後除了影星的任務以外也有接其他自由的情報任務，其中一次不小心泄漏情報導致刀藤被襲擊，在克勞蒂亞的追問之下，供出他是將情報泄漏給了狄路克，同時也確認了狄路克與金枝篇同盟有關。該事件之後成為克勞蒂亞專屬的情報員，並加入反金枝篇同盟聯盟，替主角們收集情報。
八津崎匡子（聲：甲斐田裕子）
星導館學園一年三班的導師，亦是綾斗等人的導師，隨時拿著一根已經染成黑紅色的釘刺球棒，經常無意義但是卻殺氣十足的敲打著地面讓人敬畏三分。
學生時代是雷渥夫的學生，並且帶領隊伍稱霸「獅鷲星武祭」，是雷渥夫史上唯一稱霸「獅鷲星武祭」的傳奇隊伍的隊長，稱號「釘絕魔女」。
雷士達·馬可菲爾（Lester MacPhail，聲：星野貴紀）
星導館學園一年級生，有著將近兩公尺的身高與歷經鍛鍊的肌肉發達的魁武身材。一如外表所示，善於運用體格與力量進行近戰，在這方面有著星導館中相當頂尖的實力，但是由於戰鬥方式太依靠蠻力，而使的在與魔術師＆魔女戰鬥時非常的被動，經常因為對方的能力而陷入苦戰。
前排名第五，但是在去年的一次公式排名賽中敗給當時排名為第十七的尤莉絲，此後相當執著於尤莉絲，一直想找機會打敗尤莉絲證明自己的實力，但是卻在接下來的連續兩次公式排名賽中都敗給尤莉絲，而使的自己焦躁不已，而且由於公式排名賽的規則關係，已經無法繼續挑戰，因此私下經常找尤莉絲的麻煩，但是都被無視。最後在塞拉斯的事件中因受到綾斗的幫助，而放棄了尤莉絲的執念，在鳳凰星武祭敗給了「吸血暴姬」依蕾奈。
星導館學園序列第九，使用著跟自己的身高相當的巨大斧型煌式武裝，稱號為「轟遠烈斧」。
塞拉斯·諾曼（Silas Norman，聲：井口祐一）
喬裝成雷士達的跟班。
與阿勒坎特有所掛勾，接受委託幫助他們收集星導館優秀學生的資料，並且暗地裡進行排除作業，雖然成功得手十多件委託，但是在排除雷士達與尤莉絲的工作中因為綾斗干涉而失敗並且被捕，最後被迫加入影星替星導館與銀河賣命。
為擁有名為「無慈悲的傀儡軍團」的能力，可以操縱無機物質進行動作。
蘭迪·虎克（Randy Hooke，聲：小伏伸之）
雷士達的跟班，與雷士達組隊，參加鳳凰星武祭，不幸對上「吸血暴姬」的依蕾奈組，受到依蕾奈用純星煌式武裝所發動的重力而失去意識戰敗。

### 阿勒坎特研究院
艾涅斯妲·裘奈（Ernesta Kuhne，聲：赤崎千夏）
阿勒坎特研究院的天才，《雕刻派》赫赫有名的代表，性格轻浮，但有着敏锐的观察力和天才的计算能力，創造出了阿爾第，与卡蜜拉是好友。願望是創造出擁有情感且會成長的自律型擬型體，並且終有一日能獲得跟人類相同的權利。
卡蜜拉·帕蕾特（Camilla Pareto，聲：田村睦心）
与艾涅丝妲一样也是阿勒坎特研究院的天才，《雕刻派》所屬，研究开发煌式武装來束缚《狮子派》的存在，創造出莉姆希。願望是打造出「究極通用性」的武器，創造出任何人都能操縱自如的武器。小時候父母的工作單位遭到反政府組織攻擊，被手榴彈炸毀了一半的身體，是艾涅斯妲·裘奈使用了擬形體的技術打造另一半的身體救了她，從那一刻起便發誓將一半的人生交付給她。
和艾涅丝妲关系很好。
阿爾第（AR-D，聲：羽多野涉）
全称为"Absolute Refusal" Defended type（“绝对抗拒”防守式）。
拥有"Absolute Refusal"开发代码，别称与本名一样。
拥有明确的自我意识，說話的語法跟武士類似，以萬應精晶作為能源的防衛型擬形體，因為性格豪爽且自信过剩，常被莉姆希教訓。在跟崎凜戰鬥過後心境開始成長，也不再那麼驕傲。因為本來的力量過強，阿爾第無法控制，因而創造出莉姆希作為他的抑制器，在跟莉姆希合體後可以發揮原本的實力。在總決賽與莉姆希合體後為了抵抗火力全開的尤莉絲跟綾斗而一度使體內的萬應精晶失控，最後雖然成功控制所有的力量，但仍舊不敵取得全新型態的黑爐魔劍及綾斗。
莉姆希（RM-C，聲：佳村遙）
全称为"Ruinous Might" Cannon type。（“毁灭可能”炮轰式）。
拥有"Ruinous Might"开发代码，别称与本名一样。
拥有明确的自我意识，性格沉着冷静，武裝型的擬形體，實力稍勝於阿爾第，常教訓自信过剩的阿爾第。其實是阿爾第的抑制器，可以以合體方式讓阿爾第發揮原本的實力。
希兒妲·珍·羅蘭茲（Hilda Jane Rowlands，聲：小林優）
阿勒坎特研究院的女学生，超人派会长，人称“大博士”。与艾涅丝妲同样是阿勒坎特研究院的派系领袖。风格却截然相反，散发出的情感，像潜伏在阴暗地底的岩浆一般。
第六卷和動畫第二季24話中登场人物，本人亦是使奥菲莉亚·兰朵露芬成为『魔女』的罪魁祸首。
自称能治好绫斗的姐姐，但要求绫斗在《狮鹫星武祭》拿下冠军，其目的是想解除几年前因实验事故而被限制使用的设施，并让世界接受《星脉世代》让世界认为《星脉世代》可以受到控制。
納爾西斯·佩洛瓦（Narcisse Perroy）
左近州馬（聲：飛田展男）
阿勒坎特学院学生会长，高等部二年级。日本出身。序列外。
《狮子派》所属。弱气的男生，看上去有着卑躬屈膝的交涉能力。

### 雷渥夫黑學園
依蕾奈·兀兒塞斯（Irene Urzaiz，聲：内山夕實）
第三卷登场人物，雷渥夫黑学园的学生。过去为了保护妹妹普莉熙拉不惜成为实验用的白老鼠，与【恶辣之王】狄路克·艾贝尔范签下契约必须为其工作。
因为实现愿望的代价欠狄路克大笔债务，透过服从命令还清，也会去学园都市欢乐街的地下赌场赌博赚钱，但贏錢的時候常與賭場的負責人起衝突，而輸錢的時候有時也會一怒之下開始砸賭場，因此與眾多賭場都有結怨，成為惡名昭彰的一名賭客。
个性暴虐但很有义气，欠下人情就一定要还清且不论立场。非常重视普莉熙拉，因为普莉熙拉被绫斗救过一次而与後者结下交情。
使用纯星煌式武装──霸溃血镰，拥有非比寻常的战斗力、但也同时受其影响让性格更加暴虐，稱號為「吸血暴姬」。在鳳凰星武祭中與綾斗＆尤莉絲對戰，因為被逼迫到極限而導致霸溃血镰失控，不但對綾斗與尤莉絲無限制的放置能力，還對普莉熙拉吸取超出恢復能力的大量血液，最後因绫斗成功將霸溃血镰破壞而被制止。
因為暴走而對普莉熙拉造成威脅後又被绫斗制止的關係，因此鳳凰星武祭結束後又欠了绫斗一個天大的人情。
普莉熙拉·兀兒塞斯（Priscilal Urzaiz，聲：長妻樹里）
第三卷登场人物，雷渥夫黑学园的学生。依蕾奈的妹妹与搭档，本身没有战斗力却是稀有的再生能力者，而且還是連血液都能生成的最高級能力者。因此被父母卖给阿勒坎特学园，导致依蕾奈带著妹妹逃跑、最後被【恶辣之王】狄路克·艾贝尔范买下。
如姐姐重视自己一样的重视与仰慕依蕾奈，总会担心她是不是勉强自己或者给人添麻烦、个性温柔活泼，强势起来会让心虚的依蕾奈抬不起头。
狄路克·艾貝爾范（Dirk Eberwein，聲：杉田智和）
雷渥夫黑學園的學生會長，是史上第一位以非星辰世代的普通人身份擔當雷渥夫黑學園的學生會長的人，善於以謀略操縱人類的黑暗面，謀略如同蜘蛛收網般從上勾的事物中榨取利益，是一個惡名昭彰的惡徒，但是由於行事謹慎所以始終沒有被抓到致命性的把柄。
由於行事惡劣而有稱號「惡辣之王」。
在計劃失敗後乘坐飛艇逃亡，最後被馬迪亞斯操控的威爾納殺死。
樫丸可羅奈（聲：豐田萌繪）
學生會長的秘書，雖為星辰世代但是不具有戰鬥能力，是學園中少數過著和平生活的學生。
具有名為「絕對不準確預測」的占卜能力的魔女，只要達成必要的三個條件就能夠占卜出未來絕對不可能發生的事情，在情報戰上是能擁有極大優勢的武器，讓狄路克能在計畫進行中在問題發生前就先準備好後手。但是自己卻完全不知情而只把占卜當成興趣。
奧菲莉亞·蘭朵露芬（Orphelia Landlufen，聲：坂本真綾）
雷渥夫黑學園的學生，是史上第二位連續稱霸兩屆「王龍星武祭」的學生，甚至連第三屆的冠軍都是垂手可得，即將達成史無前例的三連霸。擁有遠比綾斗更為龐大的星辰力，堪稱無窮無盡而且兇惡無比，是與赫爾加並稱為Asterisk史上最強魔女的超實力派。與尤莉絲是從小在孤兒院認識的朋友。
原本只是個普通人，但是因為孤兒院陷入營運危機的關係，而被統合企業財團中的聖母之索所強行購置，被阿勒坎特學園的作為人體實驗的材料，成功被人工製成後天的星辰世代，但是化作魔女之時能力暴走，結果將危機中的她解救的則是統合企業財團中陽雪的特殊部隊，因此學籍也從阿勒坎特轉移到雷渥夫黑學園，從此放棄自己的人生隨波逐流，連摯友一般的尤莉絲的勸說都不里不睬甚至以武力相向想逼尤莉絲放棄自己。
為雷渥夫學園排名第一位，擁有操縱毒煙障氣的能力，光是觸碰就能腐蝕人體的瘴氣也能化作無色無味並且擁有各種特性的毒氣，稱號「孤毒魔女」。
摩立茲（Moritz，聲：加藤將之）
雷渥夫黑學園中排名第十二位。擁有稱號「螺旋之魔術師」。使用纏着兩手的錐狀物進行有如暴風回轉的攻擊。
葛爾特·席勒（Gerd，聲：松田健一郎）
摩立兹的小弟。操纵步枪型煌式武装。
威爾納（Wernher，聲：淺沼晉太郎）
迪路克屬下的特務組織「黑貓」成員之一，身手不凡，與忍者類似。
沉默少言，但是心狠兇殘，平時都戴著面罩來隱藏自己的臉孔。
在鳳凰星武祭決賽前夕受狄洛克命令綁走芙洛拉，以此威脅綾斗組。不過之後被紗夜組擊敗逃走，再被夜吹打成輕傷。
惡人隊
奈維瓦茲
羅威莉卡
梅杜羅乃

### 界龍第七學園
范星露（聲：南央美）
界龍的學生會長，外表看起來只有九歲的小女孩，不過用詞遣字相當粗魯讓人感到相當老成。
個性相當自我中心，面對事情凡是都以自己心情為原則而將學園利益擺在一旁，而且由於個性相當亂來所以經常以「有趣」為原則行動。戰鬥能力即使放眼包涵學生以外的六座學園也是屈指可數超怪物級的實力派，曾經跟被人譽為「Asterisk歷史最強魔女」的赫爾加交過手，結果使的赫爾加極端的避免再次與星露牽扯上關係。
在界龍之中有著約五十名直傳弟子，每個弟子都在排名中，甚至還佔有始頁十二人中十一個名額，至今依舊有數不清的人想成為其弟子，但是能通過其測驗「在時間內觸碰到星露」的人可謂少之又少。
在徒弟之中大致分為鍛鍊體術的「木派」，與利用星辰力使用名為「星仙術」這種界龍獨有技術的「水派」。而這兩派因為所學不同導致「水派」輕視「木派」而多有摩擦，但是作為師父的星露卻因為覺得有趣而對此置之不理，甚至會對交手的兩派人馬推波助瀾。看了绫斗与依蕾奈的比赛后，对绫斗相当感兴趣，很中意绫斗，曾一度想把绫斗弄进界龙收为徒弟。
在第五卷绫斗获得《凤凰星武祭》冠军准备领奖时，看绫斗的视线一度令绫斗害怕。第六卷被赫尔加告知可能在不久的将来，她会亲自对绫斗出手。
實際上是自流星雨之前就已經存在於世的妖怪仙人，透過長生之術累積著自身的實力，而如今的身體則是透過轉生術後變換後的產物。因為轉生後身體已經化作小女孩的模樣，因此比起全盛時期武術能力遠遠衰退至過去的一半以下（不過依然擁有傲視整個Asterisk的武術能力），但是相對的在法術方面則是因為萬應素充沛的關係而遠勝於過去。
自三年前便以六歲之齡成為界龍排名第一位，繼承了自初代學生會長的稱號「萬有天羅」。
武曉彗（Wu Xiaohui）
星露的弟子，在來到界龍第七學園時一起帶入的首席弟子，泡茶技術了得，深受星露的喜愛。
近戰能力無比強悍，在Asterisk中身處最強級別的人選之一，是極少數能夠跟星露正面交手的人，同時亦具有遠比瑟希莉更卓越的星仙術的技術。在「獅鷲星武祭」中率領隊由萬有天羅認可才能使用的名號「黃龍」隊伍參戰，第二回戰中單獨一人便輕易打敗由星導館第四名所率領的全員都由排名內選手所組成的隊伍。因為將星露交的體術與仙術完全的"複製"，卻沒有吸收成為自己的東西，對於勝利也沒有可望，像是人偶一般，因此星露曾對曉彗的評價是：這傢伙是我最高的失敗作。在敗給綺凜之後改變。
在「獅鷲星武祭」後一年在世界各地修練中，遇到了一位老仙人，且那位老仙人還教導了暁彗名為鍊星術的技術，是一種改變星辰力"質"的能力，與處刑刃在技術上達到同樣的水平。
使用槍型煌式武裝，外出修練一年後改用徒手藉由鍊星術戰鬥，為界龍第七学院序列二位，稱號為「霸軍星君」。
梅小路冬香
界龍第七学院序列三位。
瑟希莉·王
界龍第七学院序列四位。拥有《雷戟千花》的别称。是统括水派的道士星露的第二弟子。原本对武术很擅长，不过对星仙术没有兴趣。星露发现了其才能并让才能开花结果。和第三位的梅小路冬香决斗了一次以来，就成为了亲友之间的联系。把虎峰当成弟弟一样看待。
趙虎峰（聲：木村珠莉）
為界龍學生，星露的弟子之一，是上屆「鳳凰星武祭」的亞軍。席爾薇雅的歌迷。
善於星辰之力的細微控制，將在其提昇身體能力的狀態下進行高速格鬥術，極具才能而曾被人稱為「麒麟兒」。
為界龍排名第五位，是「木派」的領導，在星露的弟子中算是第三位的實力者，稱號為「天苛武葬」。
黎沈雲、黎沈華（聲：松田颯水（沈雲）、松田利冴（沈華））
為界龍學生，星露的弟子中的雙胞胎，為「水派」弟子，個性驕傲、輕視木派而且目中無人，在星露的弟子中是默契最好的搭檔，而且善於陰謀詭計。
在鳳凰星武祭中與綾斗＆尤莉絲交手，本應能夠戰勝，但是由於個性惡劣喜歡玩弄對手，反而被在危及之中掌握第二道鎖鑰匙的綾斗反撲而敗北，沈雲更被綾斗一拳打至失去意識，止步於八強。
雙胞胎兩人一同並列為界龍排名第九、第十名，分別有「幻映創起」與「幻映霧散」的稱號。
宋然、羅坤展（聲：徳本英一郎（宋）、最上嗣生（羅））
序列二十位與二十三位的男學生。星露的門下生。戰鬥方法光明正大，因而不齒黎沈雲、黎沈華兄妹的戰鬥方法。
宋然武器為自身體術（拳頭和腳法），而羅坤展則使用長棍。
《鳳凰星武祭》篇中於第五回戰與綾斗等人對戰，原本佔有上風，但被對方奇襲而戰敗。戰敗後親自恭賀綾斗等人。
阿芮瑪·青陽（Alema Seiyng）
為界龍第七學園的情報機關「龍生九子」中以兇惡著名的第七府「睚眥」的成員，不但實力高強且喜好戰鬥，因天份與個性的關係深受星露的喜愛。明明應當是生活在暗處的情報人員，卻經常代替星露出席公開場合，令其成為一個眾人皆認識並且畏懼的情報人員。
聲音被符咒所封閉，作為最後關頭的殺手鐧，因此平常都是以空間視窗的文字與他人進行談話。
前排名第一位的強者，在星露帶著曉彗來到學園前是傲視學園的第一高手，敗給星露後拒絕成為星露的弟子，但是卻被星露以「隨時接受你的挑戰」為條件所吸引，因此加入了「睚眥」成為星露直屬部下，而且熱愛戰鬥的她明明親身體會了與星露之間的絕對差距，依然三不五時的就向星露挑戰。稱號為「醒天大聖」。

### 聖嘉萊多瓦思學園
亞涅斯特·費爾克勞（Ernest Fairclough，聲：櫻井孝宏）
聖嘉萊多瓦思的學生會長，劍術登峰造極，被譽為當代Asterisk中最強劍士。
使用四色魔劍之中的「白濾魔劍」，始終以戒律來束縛自己，讓自己能夠迎合白濾魔劍的要求。第十卷中帮助绫斗一起对抗《处刑刀》后得知是来看妹妹的比赛，觉得自己没有资格称为哥哥，本人其实很关心妹妹，唯一轻松的时间就是和妹妹一起度过的。并得知圣嘉莱多瓦思学院舍去私心是基本的理念。所以在圣嘉莱多瓦思学园，并没有多少人在《星武祭》优胜后许下私人的愿望。
率領「蘭斯洛特」隊參加獅鷲星武祭。與綾斗戰鬥時將其逼入絕境，促使綾斗掌握第三道封印的鑰匙後不敵。為了對抗解除封印的綾斗而捨棄戒律，以狂化的狀態行使自身卓越劍技，雖然得以反制綾斗但卻由於捨棄戒律後只注重於與綾斗的對決，忽略了夥伴的連攜，最終被克勞蒂雅抓住破綻而擊破校徽敗北。
由於為了全力與綾斗決勝負而一度捨棄戒律的緣故，在獅鷲星武祭後被「白濾魔劍」所捨棄。
「白濾魔劍」與學生會長之後由艾略特·佛斯達繼承。
為聖嘉萊多瓦思學園排名第一位，稱號為「聖騎士」。
列媞希亞·布蘭查德（Laetitia Blanchard，聲：大西沙織）
聖嘉萊多瓦思的副會長。
上一屆的「獅鷲星武祭」中雖然隊伍獲勝但是個人卻被克勞蒂雅擊敗，一直將克勞蒂雅視作勁敵。
由於與克勞蒂雅一樣出生於西歐名門，因此從小就與克勞蒂雅相識，也多次在比武賽上與克勞蒂雅對戰過無數回，但是從未戰勝。將克勞蒂雅視作勁敵的同時，亦非常關心克勞蒂雅，還曾冒著違抗財團的風險向綾斗等人傳達克勞蒂雅的處境。
為聖嘉萊多瓦思學園排名第二位，稱號為「光翼魔女」。
帕希娃·嘉多娜（Perceval Gardner）
萊歐聶爾·卡修
凱文·荷魯斯托
艾略特·佛斯達（Elliot Forster，聲：高橋李依）
排名第十二位，稱號為「輝劍」。艾略特則是聖嘉萊多瓦思中等部的學生。
艾略特則擁有極高劍術天份，在對於決鬥有嚴格規範的聖嘉萊多瓦思中，是罕見的能以中學生的身份成為始頁十二人案例。
參與「鳳凰星武祭」與多洛提歐·雷姆斯組雙人搭檔。兩人在鳳凰星武祭中晉級到準決賽，與綾斗＆尤莉絲交手而落敗，止步於四強。
多洛提歐·雷姆斯（Doroteo Lemus，聲：瀧知史）
排名第十一位，擁有製造鎧甲能力的魔術師，稱號為「鎧甲魔術師」。
年齡已經超過二十歲，是身經百戰的強者，擅長以能力製造自身鎧甲與坐騎形狀鎧甲，配合上騎士長槍型的煌式武裝，宛如中世紀歐洲的騎士一般，以強大的突進力壓制對手。
與「鳳凰星武祭」與艾略特·佛斯達組雙人搭檔。兩人在鳳凰星武祭中晉級到準決賽，與綾斗＆尤莉絲交手而落敗，止步於四強。

### 葵恩薇兒女學園
席爾薇雅·琉奈海姆（Sylvia Lyyneheyme，聲：千菅春香）
詳見席爾薇雅·琉奈海姆
露薩盧卡（Rusalka）
葵恩薇兒女學園的世界級女子搖滾樂隊，由五人組成，初登場於原作小说中于第7卷。
蜜兒雪（Miluse）
葵恩薇儿女学园人气第二把交椅世界级女子摇滚乐队露萨卢卡的主唱兼吉他手，葵恩薇儿女学院序列第三位。个人的战斗能力是队伍首位，性格积极开朗，不擅长深入思考问题，是个行动派，头脑不好。
曾经的露萨卢卡是个默默无名的的新人，但受到了当时已是世界级歌姬的席尔薇雅·琉奈海姆的帮助后决定超越她，虽然嘴上说着要把席尔薇雅踢下宝座，但实际上很崇拜席尔薇雅很想要得到席尔薇雅的认可
拜薇（Paivi）
葵恩薇儿女学园人气第二把交椅世界级女子摇滚乐队露萨卢卡的鼓手，葵恩薇儿女学院序列第九位。话不多。很懂憬席尔薇雅
摩妮卡（Monica）
葵恩薇儿女学园人气第二把交椅世界级女子摇滚乐队露萨卢卡的贝斯手，葵恩薇儿女学院序列第十三位。露萨卢卡中外表最楚楚可怜的可爱少女，但却是最坏心眼的。但年龄是露萨卢卡成员中最年长的，很懂憬席尔薇雅
圖莉雅（Tuulia）
葵恩薇儿女学园人气第二把交椅世界级女子摇滚乐队露萨卢卡的吉他手，葵恩薇儿女学院序列第二十位。脾气火爆，性格自信过剩，粗野，很懂憬席尔薇雅
瑪芙蕾娜（Mahulena）
葵恩薇儿女学园人气第二把交椅世界级女子摇滚乐队露萨卢卡的键盘手，排名外，露萨卢卡最年轻的成员。性格老实认真，个性孱弱，很懂憬席尔薇雅
若宮美奈兔
学战漫画外传《葵恩薇儿之翼》的主人公，原序列外学生，别名：『拳忍不拔』。
但因为在决斗中战胜维尔利特·维恩贝格而获得序列三十五的排名。曾经有过校内决斗战绩四十九连败的记录，是典型的近战型选手，极其不擅长远距离作战。虽然星辰力不高，但自我回复速度惊人。现担任“赫夜”队的队长，参加《狮鹫星武祭》，愿望是登上月球。于第十卷从亚涅斯特口中得知其队伍是《狮鹫星武祭》的黑马，并在得知成员在四分之一决赛身受重伤。
瓦尔蕾特·溫伯格（Violet Weinberg，聲：田村由加莉）
動畫第8話登场，小说外传人物之一，葵恩薇儿女学院原序列三十五位，别名：崩弹魔女。
外传第一话与外传主角若宫美奈兔发生冲突，在随后的决斗中败北，序列三十五位的排名被剥夺。原作小说中于第7卷登场，是天雾绫斗的超级粉丝，在学园祭时顺利问绫斗要到签名。動畫第8話在游泳馆与沙沙宫纱夜和刀藤绮凛发生冲突在决斗中被纱夜秒杀。
桑德拉·瑟格爾
蓮城寺柚陽
天雾辰明流分家，天雾辰明流弓术秘传精通者，其（弓术）实力与本家（柚阳属于天雾辰明流的分支流派）的绫斗父亲不相上下， 是绫斗的青梅竹马。
原作小说中于第7卷登场，得知绫斗也要参加《狮鹫星武祭》时希望绫斗能手下留情。
在远距离战斗中，是个相当难缠的对手，不过却是个运动白痴，在没有克服这一致命的弱点，则只要设法展开近身战就能一举战胜她。但是本人一点也不介意。
外传漫画中已经加入了若宫美奈兔的“赫夜”队。
蘇菲亞·費爾克勞
聖嘉萊多瓦思學生會長亞涅斯特‧費爾克勞的親妹妹，小说外传人物之一。劍技實力不下於其兄，曾經是葵恩薇儿女学院序列第八位。但在被人發現不敢傷害對手的弱點後，人氣一落千丈。曾經參加過兩次龍王星武祭，但都因為弱點，甚至沒打入正式賽。
外传中被若宫美奈兔說服，加入“赫夜”队，以獅鷲星武祭冠軍為目標。
Non-sugar
動畫第10話登场，隸屬葵恩薇儿女学院的雙人女子偶像團體，為鳳凰星武祭第二輪綾斗＆尤莉絲的對手，在尤莉絲自告奮勇一打二的情形下仍迅速被擊敗。
人物原型於原作小說中第3卷登場，但書中未提及其姓名，僅以「雙馬尾少女」、「單馬尾少女」稱呼。
久慈塚夜音（聲：田邊留依）
“Non-sugar”中的雙馬尾少女，序列三十七位，武裝為雙短劍。鳳凰星武祭中面對尤莉絲，於短暫交鋒後因被引誘至尤莉絲佈下的陷阱而落敗。
美之原緣（聲：M･A･O）
“Non-sugar”中的單馬尾少女，序列五十四位，武裝為長槍。鳳凰星武祭中欲閃躲尤莉絲攻擊卻自己絆倒，輕易落敗。

### 其他
天霧遙（聲：中原麻衣）
綾斗同母異父的姊姊，生父為馬迪亞斯·梅薩。於數年前便離家出走而失蹤，並且在離開前在綾斗身上設下三道鎖鏈封印綾斗的力量。
是天霧辰明流繼承者，實力遠勝於綾斗。雖然五年前曾經在星導館學園就讀，但是僅入讀半年便因個人因素而退學，由於在學期間並未參與星武祭，而且在學期間相關資料都被人刻意抹消，因此是否真的存在都令人懷疑，校內所能查到的資料僅僅只有「某位女學生在五年前就讀半年後便退學」這種模稜兩可的資料。
在星導館就讀時是黑爐魔劍的持有者，同時也是擁有禁錮萬物之力的魔女，是極其稀少的能夠使用純星煌式武裝的魔女。就讀時曾經參加過非法的地下比武賽「蝕武祭」，輸給赤霞魔劍的持有者處刑刀，戰敗後從此失去音訊，現在正陷入長眠，不過並非因為受傷而是因為自己用能力將自己的意識封鎖。
于小說第六卷末尾由于天雾绫斗星武祭冠军许下的愿望被“找到”，在治疗院长眠。
在小說第十一卷末由綾斗答應大博士的交換條件，大博士應用其自身技術將其喚醒。
天霧櫻
是天霧遙和天霧綾斗的母親，原名叫八薙草朱莉。
天霧正嗣
天雾绫斗的親生父亲兼天霧遙的繼父(是個接盤俠)，天雾辰明流家主，并非星脉世代。沉默寡言，与绫斗关系不好。剑术造诣很高，可以凭剑技与绮凛对抗。
刀藤誠二郎
刀藤綺凜的父親，刀藤流先代宗家。
刀藤鋼一郎（聲：石塚運昇）
刀藤綺凜的伯父，也是誠二郎的哥哥，私慾非常重，統合企業財團:銀河的職員，第七教導調查室室長，負責學員新人才方面的管理，擁有相當大的權限，不斷的想升遷，因此對於刀藤綺凜只是做為「工具」使用，對於綺凜時常有粗暴的舉動，例如扇耳光。
克勞蒂雅曾表示，鋼一郎因為私慾過重的緣故，很難在銀河中成為幹部。
以自身影響力向外界隱瞞綺凜父親的醜聞，在綺凜離鋼一郎而去時，揚言要將醜聞公諸於世，一旁的克勞蒂雅立即阻止，鋼一郎見情勢不利，便失意的離去。
在小說第十一卷中辭退銀河工作回到宗家，並將刀藤流宗家代代相傳之日本刀給予刀藤綺凜。
刀藤琴葉
刀藤綺凛的母親，非《星脈世代》。認識天霧櫻(八薙草朱莉)
我妻代志乃
刀藤綺凛的叔祖母。
沙沙宮創一（聲：家中宏）
紗夜的父親，認識綾斗且關係不錯。
因自身的異端性，而被逐出阿勒坎特和獅子派。專門研究槍械相關的煌式武裝，後來因為研究中發生爆炸意外而失去大部分的身體，所幸大腦沒事，目前在家裡建了一個研究室，將腦部與裡面的中樞元件連結，為了紗葉而繼續進行研究
沙沙宮香夜
約伯特·愛雷克西亞·馮·里斯妃特（Jolbert-Alexia Van Riessfeld，聲：鈴村健一）
尤莉絲的哥哥及萊澤塔尼亞的國王。性格馬馬虎虎，身為萊澤塔尼亞的國王是沒有實權的必須聽從統合企業財團的安排，但把自己唯一的親人尤莉絲看作自己最重要的事物。
瑪利亞（Maria，聲：本渡楓）
尤莉絲的義姐(嫂子)及萊澤塔尼亞的王妃。天然而輕飄飄性格的美女。
芙蘿拉·克蕾姆（Flora Klemm，聲：森永千才）
生日:5月10日，尤莉絲所支援的孤兒院的女孩。具有「星脈世代」，但由於還是個孩子，所以戰鬥力很低。憧憬著尤莉絲，自己在大家的幫助下也希望能夠在六芒星活躍。
堤蕾澤修女（sister Therese，聲：小平有希）
關（聲：大原崇）
原界龍第七學院序列第七位，稱號為「雙蛇」，現為黑手黨成員打手。
伊莎貝拉·恩菲爾德（Isabella Enfield）
尼可拉斯·恩菲爾德（Nicolas Enfield，聲：上田燿司）
克勞蒂雅的父親。職務是銀河總部CRM助理。能力和人格還說的過去的人物，但由於太過溫柔而成為不了幹部。
馬迪亞斯·梅薩（Maditah Mesa，聲：綠川光）
「星武祭」運營委員長兼執行製作人。被全權託付的運營的最高責任者。
星導館學園出身，當時的別名為「剎鬼」。「銀河」所屬，但實際上是專任「星武祭」的本部人員。「鳳凰星武祭」制霸者。
與「處刑刀」為同一人。和瓦爾妲、狄路克結盟，組成金枝篇同盟，原因目的不明。
是蝕武祭的專任鬥技者，持有赤霞魔劍。六年前砍傷天霧遙的人。第十卷出现与同事瓦尔妲找绫斗帮忙希望绫斗能在这次《狮鹫星武祭》中获胜，以强大的实力轻松压制住了绫斗并以单手接下绫斗的九连击。
真正身份是遙的親生父親。與天霧櫻是青梅竹馬。過去是被重金買下的劍鬥奴隸。「鳳凰星武祭」獲勝後，如願成為「星武祭」的運營委員。
在最終決戰中被綾斗擊敗後死亡。
達尼羅·貝爾托尼（Danilo Bertoni）
赫爾加·林多瓦爾（Helga lindwall）
號稱是Asterisk歷史最強的魔女，是半個世紀前稱霸的「王龍星武祭」的超級實力派，在經年累月的鍛鍊下練就一身壓倒性的近戰能力，現任為Asterisk警備隊長。
擁有控制自身周圍時間的能力，因此可以自由自在的改變自己的外貌年齡，經常以此能力來改變外在來執行警備隊的任務，稱號「時律魔女」。
陽·科貝爾（Jan Korbel）
梁瀨咪子（聲：悠木碧）
綾斗參加「鳳凰星武祭」時的實況播音員。
芳亭常（Pham Thi Tram，聲：竹達彩奈）
「鳳凰星武祭」的解说。界龙OG。曾经是“凤凰星武祭”的准优胜者。
柊静薙
古斯塔夫·馬爾洛（Gustave Malraux，聲：岩崎博）
國際通緝犯，是在六芒星中發動恐怖攻擊「翡翠黃昏」的犯罪集團中的成員，生性愛錢，擁有透過星辰力創造神話中的魔物（九頭蛇許德拉 奇美拉 地獄三頭犬等等）的能力，曾在綾斗一行人回萊澤塔尼亞舉行凱旋宴會的時候出現，接受了阻止綾斗及尤莉絲加入克勞蒂亞的隊伍參加獅鷲星辰祭的委託，而不斷襲擊萊澤塔尼亞，最後遭到綾斗一行人擊敗。
烏絲拉·思文特（Ursula Svento）
夜吹憮塵齊
英士郎的父亲，“夜吹一族”现任家主。怃尘齐是历代家主袭用的名字。
夜吹影花
英士郎的姐姐，“夜吹一族”成员。

## 用語

### 學院介紹
星導館學園
天霧綾斗所屬的學園。校徽為象徵不屈不撓的紅色蓮花「赤蓮」。自由的校風重視學生的自主性，校規也很寬鬆。「魔女」或「魔術師」學生多是該校的傳統。
學生會長選出方式爲「選舉」，而擔任今屆學生會長是克勞蒂雅·恩菲爾德。
影星：星導館的情報機構。
聖嘉萊多瓦思學園
校徽為象徵秩序的太陽光圈「光輪」。視規律與忠誠為絕對準則的嚴格校規，原則上也禁止學生決鬥。因此和雷渥夫黑學園的關係很不好。
學生會長選出方式為「白濾魔劍的持有人」，而在鳳凰星武祭後擔任學生會長為艾略特·佛斯達。
至聖公議會：聖嘉萊多瓦思的情報機構，收集情報的能力及效率為六學園頂尖。
界龍第七學園
校徽為象徵帝王的四神之長「黃龍」。混沌的校風充斥著官僚主義與放任主義，各種層面上都充滿濃厚的東方風格。在六學園中號稱規模最大。
學生會長選出方式爲「排名」，亦即最強的人就是會長，而擔任今屆學生會長是范星露。
龍生九子：界龍第七學園的情報機構，以行事手段激烈聞名於各學園。
阿勒坎特研究院
校徽為象徵睿智的智慧女神彌涅耳瓦使者「昏梟」。校風奉行完全的成果主義，將學生分為研究班與實踐班。其他學園在落星工學的技術領域上均難以望其項背。
阿勒坎特最大特色在於學生會長幾乎沒有實權，也並非由財團特派員所掌控。學園內部細分數種研究派系，分別為獅子派、雕刻派、超人派、思想派、黑婦人派，而實權也是由其中的大派系所掌握，學生會長只是作為派系之間起爭執時負責調解的調度員，或是傳遞需求給統合企業財團的通話窗口。而各個派系自己也擁有著自己的情報機構。
思想派鑽研基礎理論.自然科學等
獅子派武器裝備相關
雕刻派擬形體與其控制相關
超人派身體強化.星辰世代相關
黑婦人派尋找新素材與技術相關
葵恩薇兒女學園
校徽為象徵冀望的無名女神「偶像」。校風開朗而燦爛，入學條件除了戰鬥能力與學力以外，還附加了一項「容貌」。規模為六學園當中最小，也被戲稱為最弱，但是人氣卻是一直都維持在最高級別。
葵恩薇兒的學生會並無實權，而是由財團派遣的特派員擔任理事長掌管大權。
搖光星：葵恩薇兒的情報機構，以情報操縱能力聞名於各學園。
雷渥夫黑學園
校徽為象徵霸道的兩柄劍「雙劍」。校風極端好戰，非常鼓勵學生進行決鬥。因此和聖嘉萊多瓦思學園水火不容。
學生會長選出方式爲「指定」，由排名第一位的人指定，而擔任今屆學生會長是狄路克·艾貝爾範。
黑貓機關：雷渥夫的情報機構，以隱密性聞名於各學園。

### 專業用語
落星雨
於二十世紀襲來的大規模災害，世界到處落下隕石，讓許多都市毀壞。而留存國家的國力也顯著下降，因此有了統合企業財團這種新經濟主體的誕生。
此外，在這些隕石群中被探測出了「萬應素」這種未知元素，在促進科學發展的同時亦產生出了「星脈世代」，是一群擁有特異能力的新人類。
統合企業財團（Integrated Enterprise Foundation）
發生「落星雨」之後，為了度過混亂至極的世界經濟體系，由無數企業結合所誕生的新興經濟主體。比衰弱的國家具備更強大的力量。曾經有過八個統合企業財團，而現今只剩六個彼此競爭，各自掌握世界的主導權。
銀河：星導館學園的母體財團。
陽雪：雷渥夫黑學園的母體財團。
界龍：界龍第七學院的母體財團。
聖母之索：阿勒坎特學園的母體財團。
EP（Eliot Pound）:聖嘉萊多瓦思學園的母體財團。
W&W（Warren & Warren)：葵恩薇兒女學園的母體財團。
星武祭
統合企業財團主辦，讓Asterisk中擁有力量的學生較量的大規模武鬥大會，參賽年齡為13～22歲，在這10年間每位學生有三次參賽權。
星武祭以三年為一循環，每年都舉辦一場比賽，分別為第一年夏天的「鳳凰星武祭」、第二年秋天的「獅鷲星武祭」、第三年冬天的「龍王星武祭」，在星武祭上得到名次的參賽者就能替所屬的學園得到積分，而在每季的「龍王星武祭」結束後就會計算各個學園的綜合積分。原則上為學生自由參賽，例如有人在三年內連續參賽便離開學園，也有人花了9年只參賽「龍王星武祭」。
三種星武祭分別以不同的方式進行，「鳳凰星武祭」是以雙人搭檔組隊參加，「獅鷲星武祭」是以五人組隊進行團體戰，「龍王星武祭」則是個人戰，星武祭的優勝將會以統合企業財團的力量實現願望。
蝕武祭
不同於星武祭的非法地下比賽，是一群對星武祭始之於禮、終之於禮的過程不滿足的危險分子所舉辦。參賽資格跟星武祭一樣必須是Asterisk的學生，對戰雙方既沒有規則也沒有所謂的棄權認輸，奪勝的方法只能將敵人傷至無法行動或昏厥甚至奪取對方性命，由於是非官方的比賽所以規模相當小，但是部份有錢人卻對此卻樂此不疲，因此在地下世界中相當盛大。
幾年前被警備隊長給盯上遭到警備隊的圍捕，已經被徹底連根拔除。
星武憲章
Asterisk的所有學生均須遵守的規定，若違反則將受到退學的嚴格處分。如果认定有连带关系的话，该学生隶属的学园也会受到连坐处分。过去曾经修订过许多次，重要项目有下：
第一：Asterisk的学生彼此之间的斗争，仅限于以破坏对方身上的校徽为目的。
第二：Asterisk的学生可参加「星武祭」的期间，为十三岁至二十二岁的十年之间。
第三：Asterisk的学生参加「星武祭」的次数，以三次为上限。
萬應素
在落星雨事件後帶來地球的未知元素。現在往世界中擴散，到處都可測得其存在。會對滿足特定條件的生物意志產生反應。
星辰世代
受萬應素影響誕生的新人類，由於擁有遠超越一般人的體能與力量因此在與論與行動上受到許多限制，特別是傷害他人時，就算是受害者也會被質疑成過度防禦，經常被判處比犯人更重的責罰。
星辰世代中還存在著極少數擁有特殊能力的人，被人稱為魔女（魔術師）。
星辰力
星辰世代體內所擁有的能源。
落星工學
研究萬應素及落星雨隕石相關的學問。
萬應礦
萬應素結晶化後的特殊礦石。
萬應精晶
高純度萬應礦的總稱。
煌式武裝
以萬應礦為核心做出來的武器，與一般的武器不同，再不使用時會形成短棍狀的待機狀態，啟動後會恢復成記憶在內部的武器型態。
純星煌式武裝
以萬應精晶為核心製造出來的武器，能夠在限定的範圍內發揮魔女（魔術師）的能力。擁有自我意識會自己選定使用者，因此想要使用純星煌式武裝就必須通過適合率的測定，而純星煌式武裝的使用者也要付出代價。
天霧辰明流
為傳承500年以上的古流，一般是被統稱為「介者劍術」。以在戰場上一對多並且以身穿重裝備防具為前提所設立的流派，其所流傳下來的招式大多都是動作極大的大範圍劍技，與較為近代的流派相比之下，很明顯的在時代變遷的適應性上較為不利，但是相較於近代流派的一對一決鬥特化，作為古流的天霧辰明流招數種類非常多元，除了劍術以外還有槍術、小太刀術、空手組討術、一對多戰鬥術、弓術等各種武術。根據傳統天霧辰明流的學徒必須在完成劍術的修煉後展開其他修行。
刀藤流
為幕末創立的較為近代的流派，以直立身姿為基本，一般是被統稱為「素身劍術」，在近代流派中十分興盛的一派，在全國各處甚至海外都有開設到場。作為近代流派的刀藤流是專注於一對一決鬥的特化，有著「宛如折鶴」的美名，亦即如同摺紙鶴般準確順序的連續揮劍，其奧義「連鶴」便是那種精隨的體現。以四十九種連技組成的無限連斬奧義「連鶴」，號稱沒有終點、沒有極限，無論對方如何防禦如何閃躲都能夠持續出招追擊對手，並非以一招定勝負，而是以無間隙無間斷的連續追擊直到戰勝對方為止。
萬有天羅
界龍第七學園第一代會長的稱號。是一個憑藉著自己一個人的力量在一個晚上內蓋起「黃辰殿」的傳說人物，同時也是將「星仙術」給實現的界龍開山祖師，並且在離開學園之前指名「打開黃辰殿大門的人就是後繼者」，所以唯有打開「黃辰殿」大門的人可以繼承此名號。十幾年後第二代出現，並且達成Asterisk史上第一個三冠王，畢業後也在界龍執教，被稱為界龍中興祖師，而離開界龍之時也留下跟初代一樣的條件。而如今星露則是第三代。
此稱號並非普通的稱號，由於初代在位期間的豐功偉業以及私下與統合財團的密約的關係，「萬有天羅」在界龍第七學園內部就是凌駕權力的絕對之名，即便是面對統合企業財團也不例外。
在Asterisk中，所謂的「萬有天羅」就是指什麼都有可能辦到，甚至連其他五座學園的會長在就任之時都會被告誡「當界龍第七學園的會長是萬有天羅時，無論發生什麼都不要去深究」。
星仙術
界龍第七學園獨有的技術。是一種感應萬應素後藉由招式、符咒、咒語等輔助，將其加以定型進而改變事項的技術，將魔女（魔術師）的能力泛用化、體系化，可以讓一般的星辰世代發展出類似魔女（魔術師）的能力，擁有此技能的人一般稱為「道士」。
與魔女（魔術師）的能力最大的分別就是，能力是藉由固定自身印象來發展自己的能力，但是星仙術的理念卻是讓道士能夠發展各式各樣的能力，因此雖然有擅長與不擅長的分別，但是道士的能力一般都相當多元。
雖然能使用星仙術的人很多，但是由於要學習星仙術就必須經過對星辰力流動的特殊調整，因此能夠教授星仙術的教導師很少，除了初代萬有天羅的直傳十二位弟子與二代的七名弟子外，只有現任的第三代萬有天羅約二十人才能傳授，因此雖然各個學園都想盡辦法想引進卻都無法得到此技術。
翡翠黃昏事件
為Asterisk歷史上規模最大的人質劫持事件，包含支持其理念的學生在內，參與人數高達七十七人，雖然其中有四分之一的人是為了錢而被僱用的傭兵，但是無疑是史上最嚴重的恐怖行動。
當初雖然因為林多瓦爾警備隊長單獨一人就解決了此事件，但也因此令各種消息，包跨恐怖份子的理念或是行動理由都被財團給隱藏於黑暗中。而且因為畏懼會與財團為敵，所有媒體都沒有追查此事件的後續，因此被埋入歷史中，被視為Asterisk的禁忌話題。

### 純星煌式武裝
黑爐魔劍
在星導館擁有的純星煌式武裝中，也算是名列前茅&個性特殊的武器。與白濾魔劍、青鳴魔劍、赤霞魔劍並稱為『四色魔劍』，似乎也是在同一間實驗室中誕生；在星導館的紀錄內，目前包含綾斗與其姐姐遙在內，只有四個人使用。
擁有赤色核心(萬應精石)跟與名稱不合的純白刀身(動畫作成紫色)，看起來像是巨大光劍、卻又是單手能舉起的輕盈；雖然如此，那個形狀多少還是會影響手感。以『碰到就會融化、刺入大地會將其化為火爐』的傳聞為他人關注。能釋放出高熱量摧毀一切防御。
有被稱為"她"的自我意識，雖然個性不算差、但有點彆扭；會產生類似於試驗持有者的反應。
雖然核心有戰鬥紀錄，不過星導館裝備局的資料內沒有借出紀錄，因此被判斷有遭到竄改資料的可能。是天霧遙曾使用過的純星煌式武裝，曾拿去參加違法地下比賽『蝕武祭』，但根據惡辣之王所言在比賽中戰敗了。
黑爐魔劍可以改變形狀、但需要完全掌握才有可能；黑爐魔劍在綾斗手上會過於巨大，有可能是反映其暴走般強大且難以控制的星辰力。不過反過來說，只要灌輸大量星辰力，黑爐魔劍也有可能變成斬艦刀使用；綾斗曾讓她變成數十公尺長的大小，一刀把對手的招式砍掉。但黑爐魔劍只要使用者單純的以一把劍看待她，便可以完美的掌握她。
曾借綾斗力量以至於砍破同樣為純星煌式武裝的霸潰血鐮能力；第七集時切斷了不明人物的精神控制能力;十二卷時可自由地使用黑爐魔劍的斬燒萬物的能力，條件是要能夠在腦中有明確印象;十三卷時曾斬燒自身周圍的萬應素以阻止雷渥夫的排名第二弗勞迪·佐波的能力。
第十卷時同時與白濾魔劍與赤霞魔劍齊聚，曾被亞涅斯特使用白濾魔劍損壞，已於第十二卷時修復完畢。
於第十卷時，與赤霞魔劍交鋒;十二卷時再次與赤霞魔劍交鋒，並且以流星鬥技抵擋赤霞魔劍的面的斬擊。
於第十三卷時，與哥斯所使用的槍型滅星煌式武裝(正式名稱:煌星吞噬者)交鋒，但無法直接將其光刃斬燒。
第十四卷時，與美奈兔的重鋼臂甲交鋒時，以日本刀形的黑爐魔劍發動流星鬥技擊破美奈兔。
在尤莉絲協助下成功變成日本刀形狀－－但因為綾斗本身不擅長控制星辰力之故，單獨使用時還是無法變成這個形狀。第十二卷時經過遙的指導，現可自由地使用日本刀形的黑爐魔劍。
代價：消耗龐大的星辰力。如果是普通程度的星辰世代，星辰力就會在瞬間被壓榨光；嚴苛的適應率要求。
現任使用者：天霧綾斗
原使用者：天霧遙
潘朵拉
星導館擁有的純星武裝之一，為學生會長克勞蒂雅·恩菲爾德使用，星導館擁有的純星武裝中，是擁有突出能力同時聲名狼藉的一個。是一對形狀異常的雙劍：刀鍔裝飾與其說像是眼珠，反而更像是一對怪物瞳孔。
能力為『未來視』，能夠看見時間範圍尚未確定的未來動向，無論對手採取何種攻勢都能事先預測；有三百秒的“容量”，一旦用完就無法預測＆每三天會恢復一秒。雖然能看見對手的動作，但只要對方改變動作就會影響看到的未來內容、而且也無法對應「原本就無法防範」的攻擊，因此也不是絕對無敵的。
由於代價太過嚴苛，歷代使用者都無法持有超過三天；唯有克勞蒂雅已經使用三年左右，是一把性能跟代價同樣恐怖的純星武裝。克勞蒂雅表示其個性跟自己一樣腹黑。
代價：體驗死亡。會在夢中體驗不同模式的死亡，而每種都是有一天「使用者可能會面對的死亡」，夢醒後雖然內容會消失但是殘缺的記憶所帶來的恐懼與痛苦卻會殘留。雖然說未來死亡的資訊會曖昧不明，但可以在夢境中回溯過去的記憶──因此有機會發現過去已經確定的情報；克勞蒂雅因此得知許多機密。
現任使用者：克勞蒂雅·恩菲爾德
霸潰血鐮
為雷渥夫黑學園擁有，擁有控制重力能力的鐮刀型純星煌式武裝，可以增加重力也可以減輕重力，亦可使用重力球作為遠距離攻擊能力。極為特殊的純星煌式武裝，無論是誰都能夠擁有極高的適應率，因此在過去的大賽中多次展現過威力，但是作為武器來說極為危險，自我意識強烈到甚至會奪走使用者的身體自己行動。在依蕾奈與綾斗對戰時控制了依蕾奈的身體，最終被綾斗以黑爐魔劍破壞，萬應精晶被狄路克回收。
於第十二卷已修護完畢且為奧菲莉亞所使用，且因自身的毒血導致霸潰血鐮被壓制。
於第十四卷，使用霸潰血鐮本身的功率發動能力，使其身為魔女的能力範圍大幅強化。
代價：消耗血液。如果適應率夠高甚至會改變使用者的身體構造，便於外部攝取血液。会逐渐侵蚀使用者使其狂暴化。
原使用者：依蕾奈·兀兒塞絲
現任使用者：奧菲莉亞·蘭朵露芬
白濾魔劍
四色魔劍之一，為聖嘉萊多瓦思學園擁有，別名聖劍。
與黑爐魔劍同樣為無法防禦的武器，但是與黑爐魔劍不同，並非斬燒一切，而是根據使用者的需求斬斷目標，此外的一切都只會被穿透，因此無法靠防禦手段對抗。
代價：公正。使用者必須要捨棄私心，一切行動都必需化身爲秩序與正義的代理人，一旦有任何惡行就會立刻被白濾魔劍捨棄。
於第十卷時，斬斷了瓦爾妲·瓦歐斯的能力，並且同時與黑爐魔劍與赤霞魔劍齊聚。
原使用者：亞涅斯特·費爾克勞
現任使用者：艾略特·佛斯達
極北天琴
為葵恩薇兒所擁有，在純星煌式武裝中構造極為特殊的武裝。以樂器造型而聞名，但是最為特殊的是其存在並非「一把」武器而是「一套」武器，是將完整萬應精晶分割成五份後分別製造出五把樂器型武器，所以如果不在同一個世代中集齊五名高適應率的使用者的話就不能使用。
各自擁有操控音波的能力，吉他型可以放出衝擊音波攻擊對方、鼓型可以放出障壁音波防禦敵人攻擊、貝斯型可以放出拘束音波弱化對手、鍵盤型可以放出活化音波強化己方。另外除了鍵盤型以外其他型的武裝都可以藉由光刃部份進行近身戰，且光刃部份亦可放出震盪音波進行擴散攻擊，而鍵盤型則另外具有光彈的遠距能力。最後還有「共鳴」的最後手段，能將藉由同時彈奏的方式將其他武裝的力量集中在特定武裝上，讓該武裝的能力能夠發揮出被分割成五份之前的原有力量，但是對使用者會造成極大負擔。
代價：精神侵蝕。在最初因為侵蝕率太高才特地進行改造，將其分割成五份部件以降低侵蝕率，但是要是適應率過高的話精神還是會受到影響，會變得無法克制情緒。
現任使用者：
吉他型極北天琴-卡莉娥佩：密兒雪
浮游鼓型極北天琴-厄剌托：拜薇
貝斯型極北天琴-墨爾波涅：摩妮卡
吉他型極北天琴-波呂姆尼亞：图莉雅
投影鍵盤型極北天琴-塔莉亞：瑪芙蕾娜
贖罪錐角
為聖嘉萊多瓦思學園擁有，別名為聖杯。
擁有「拔魂」能力，雖然不具有物理性破壞力，但是卻能令對手失去意識。
現與帕希娃·嘉多娜一起被聖嘉萊多瓦思學園的至聖公議會追查中。
現任使用者：帕希娃·嘉多娜
瓦爾妲·瓦歐斯
戴在席爾薇雅的老師烏絲拉身上的黑色項鍊。製造者為拉迪斯勒夫.巴路托席克──開發了雙劍潘朵拉與極北天琴的人。
具有明確自我意識以及自由控制星脈世代的力量，因此可以占據星脈世代的身體為己用；是恐怖事件翡翠黃昏的幕後起因。
除了可以控制星脈世代，可能因為本身就是純星煌式武裝之故，也能干涉其他純星煌式武裝。
由於其存在曝光會給銀河帶來巨大衝擊，因此銀河一方面把翡翠黃昏的真相壓下、二來也一直在尋找瓦爾妲·瓦歐斯的下落。
原因與目的不明，跟馬迪亞斯與狄路克結盟，組成金枝篇同盟。
虛渴邪劍
與雷渥夫黑學院有關係，大型PMC(傭兵企業)公司HRMS所擁有的純星煌式武裝。
外型為大劍。
前任使用者為企業社長里貝歐.帕萊特。
現任使用者：羅威莉卡。
代價：永遠無法飽足的空腹。
赤霞魔劍
為雷渥夫黑學院學園擁有，學園內部是封印狀態。
與白濾魔劍、青鳴魔劍、黑爐魔劍並稱為『四色魔劍』。
與黑爐魔劍同樣為無法防禦的武器，可將刀身分解成無數的細小碎片，猶如紅色晚霞一般斬向敵人。
由於破壞力強大且太過殘忍，而牴觸星武憲章無法再正當比賽中使用。
於第十卷時同時與黑爐魔劍與白濾魔劍齊聚。
「處刑刀」在《蝕武祭》中將碎片植入天霧遙體內，並在第十二卷威脅绫斗參加王龍星武祭奪冠，且告知其碎片無法從其他手段由遙身體中取出。
現任使用者：處刑刀
芙墮落
為星導館學有的第一把日本刀型純星煌式武裝。
能力為劍氣貯存，只要將芙墮落收在刀鞘內，便會累積使用者的劍氣。據克勞蒂雅的計算及綺凜的使用，約三個月便可擁有和四色魔劍交鋒劍氣與鋒利。理論上劍氣的貯存是無上限的，但能操縱的極限是要靠使用者自身去摸索。
現任使用者：刀藤綺凜
重鋼臂甲
為葵恩薇兒所擁有的臂甲型純星煌式武裝。
外型為巨大的拳甲，能力是改變重鋼臂甲本身的重量，如同霸潰血鐮能力的限縮版。
於第十三卷時，曾以重鋼臂甲達成空手奪白刃，將綾斗的黑爐魔劍給甩到天上。
現任使用者：若宮美奈兔
通天足
於小說第十卷時登場，原名為赫爾密斯翔靴，本屬於雷沃夫黑學院學園。
交由界龍第七學院學園調整之後，亦更名為通天足，現屬界龍第七學院學園管轄的純星煌式武裝。
外型是一雙能夠包覆雙腳，其高度達到使用者脛骨位置的鋼靴，萬應精晶位在腳背部分，其核晶光芒為深橘色。
能力是使用者穿著之後，能夠在空中如翱翔一般自由的奔馳，同時擁有著犯規般的加速效果。
單從能力看來，並不是特別強力的純星煌式武裝(如尤莉絲也可以用自己的能力造出翅膀在天空飛行)，但如果與擁有強大能力的拳士或是其他使用者結合，能夠發揮出令人驚豔的奇效，因此被克勞蒂雅評價為「從這一點來看，他等於來到最不希望擁有的對手手上呢」
現任使用者：趙虎峰
蛇劍歐洛羅穆特
於小說第十三卷登場，為星導館學園持有的純星煌式武裝之一，號稱特別危險的「詛咒之劍」。
外表為鋸齒狀的光刃，劍身也可以無限伸縮。
擁有著只要造成輕微擦傷，就能使對手陷入幻覺的毒性，也有著可發動三百六十度無死角攻擊的能力。
其本身對於任何使用者都有很高的適性，因此啟動率相當高。雖然如此，卻有著如同「潘朵拉」及「白濾魔劍」般相當麻煩的使用代價。
代價分為兩種，一是帶來壓倒性亢奮感的衝動類型；二是伴隨著深沉寂靜的恍惚感造訪的鎮靜類型，必須要啟動後才能知道當次啟動類型為何。且啟動的同時會帶來吸毒般難以抗拒的欣快感，使用者相當容易在不知不覺中，甚至戰鬥以外都隨時啟動他，而啟動中會一點一點確實的消耗星辰力，具有重度成癮性，使用者將宛如吸毒患者般身心遭受侵蝕，最終淪為廢人。
也因為代價的關係，雖然離開一陣子即可恢復，有許多使用者在成癮性消退之前，會想盡辦法再度獲得他，更為此攻擊新任使用者。因著這點，蛇劍歐洛羅穆特的使用者面臨的第一項詛咒，就是遭到前任使用者擊敗。
於第十三卷時，在《王龍星武祭》I區第一輪第三回合中，被《大博士》希兒妲使用魔女的能力直接破壞掉，且是從劍身一直到萬應精晶為止全部破壞，萬應精晶完全碎裂。
現任使用者：法多赫·歐尼爾

## 出版書籍

### 小說
本傳
| 冊數 | 副標題 | 中文副標題 | Media Factory  | Media Factory          | 尖端出版       | 尖端出版                                                     |
| 冊數 | 副標題 | 中文副標題 | 發售日期       | ISBN                   | 發售日期       | EAN/ISBN                                                     |
| ---- | ------ | ---------- | -------------- | ---------------------- | -------------- | ------------------------------------------------------------ |
| 1    |        | 姬焰邂逅   | 2012年9月25日  | ISBN 978-4-8401-4823-8 | 2013年7月11日  | ISBN 978-957-10-5276-2                                       |
| 2    |        | 銀綺覺醒   | 2013年1月25日  | ISBN 978-4-8401-4963-1 | 2013年10月11日 | ISBN 978-957-10-5354-7（普通版） EAN 4717702257545（限定版） |
| 3    |        | 鳳凰亂武   | 2013年5月24日  | ISBN 978-4-8401-5188-7 | 2014年1月15日  | ISBN 978-957-10-5486-5                                       |
| 4    |        | 追憶鬥破   | 2013年9月25日  | ISBN 978-4-8401-5417-8 | 2014年2月6日   | ISBN 978-957-10-5487-2（普通版） EAN 4717702259211（限定版） |
| 5    |        | 霸凰決戰   | 2014年3月25日  | ISBN 978-4-04-066311-1 | 2014年6月27日  | ISBN 978-957-10-5613-5                                       |
| 6    |        | 懷國凱戰   | 2014年6月25日  | ISBN 978-4-04-066779-9 | 2014年11月20日 | ISBN 978-957-10-5768-2                                       |
| 7    |        | 祭華繚亂   | 2014年11月25日 | ISBN 978-4-04-067168-0 | 2015年2月11日  | ISBN 978-957-10-5836-8（普通版） EAN 4717702265373（限定版） |
| 8    |        | 偶像峻烈   | 2015年5月25日  | ISBN 978-4-04-067609-8 | 2015年8月6日   | ISBN 978-957-10-6071-2                                       |
| 9    |        | 悠日戰啾   | 2015年9月25日  | ISBN 978-4-04-067779-8 | 2016年1月14日  | ISBN 978-957-10-6362-1                                       |
| 10   |        | 龍激聖霸   | 2016年3月25日  | ISBN 978-4-04-068033-0 | 2016年8月16日  | ISBN 978-957-10-6738-4                                       |
| 11   |        | 刃心切磋   | 2016年7月25日  | ISBN 978-4-04-068415-4 | 2017年2月8日   | ISBN 978-957-10-7094-0                                       |
| 12   |        | 剎鬼再應   | 2017年8月25日  | ISBN 978-4-04-069337-8 | 2018年2月1日   | ISBN 978-957-10-7926-4                                       |
| 13   |        | 群雄雲霞   | 2018年3月24日  | ISBN 978-4-04-069613-3 | 2018年8月21日  | ISBN 978-957-10-8204-2                                       |
| 14   |        | 熾烈魂戰   | 2018年4月25日  | ISBN 978-4-04-069614-0 | 2018年9月20日  | ISBN 978-957-10-8295-0                                       |
| 15   |        | 劍雲炎華   | 2019年12月25日 | ISBN 978-4-04-064009-9 | 2022年11月7日  | ISBN 978-626-33-8575-7                                       |
| 16   |        |            | 2021年11月25日 | ISBN 978-4-04-064805-7 |                |                                                              |
| 17   |        |            | 2022年6月25日  | ISBN 978-4-04-064870-5 |                |                                                              |

外傳 葵恩薇兒之翼
原作：三屋咲悠／角色原案：okiura ，由MF文庫出版。台灣由尖端出版代理出版。
| 冊數 | Media Factory | Media Factory          | 尖端出版      | 尖端出版               |
| 冊數 | 發售日期      | ISBN                   | 發售日期      | ISBN                   |
| ---- | ------------- | ---------------------- | ------------- | ---------------------- |
| 1    | 2016年4月25日 | ISBN 978-4-04-068316-4 | 2016年9月22日 | ISBN 978-957-106-845-9 |
| 2    | 2017年3月25日 | ISBN 978-4-04-068771-1 | 2017年7月7日  | ISBN 978-957-107-350-7 |
| 3    | 2019年4月25日 | ISBN 978-4-04-065243-6 |               |                        |

### 漫畫
本傳
原作：三屋咲悠／作畫：にんげん／角色原案：okiura
| 冊數 | Media Factory  | Media Factory          | 尖端出版       | 尖端出版               |
| 冊數 | 發售日期       | ISBN                   | 發售日期       | EAN / ISBN             |
| ---- | -------------- | ---------------------- | -------------- | ---------------------- |
| 1    | 2014年2月22日  | ISBN 978-4-04-066274-9 | 2014年11月14日 | EAN 4717702263683      |
| 2    | 2014年11月22日 | ISBN 978-4-04-066895-6 | 2015年5月1日   | EAN 4717702266325      |
| 3    | 2015年9月9日   | ISBN 978-4-04-067805-4 | 2016年3月2日   | ISBN 978-957-10-6422-2 |
| 4    | 2016年3月23日  | ISBN 978-4-04-068222-8 | 2016年7月29日  | ISBN 978-957-10-6790-2 |

外傳 葵恩薇兒之翼
原作：三屋咲悠／作畫：茜錆／角色原案：okiura。
於《别册少年Magazine》（講談社）2014年9月號至2016年10月號期間進行連載，全4卷。
| 冊數 | 講談社        | 講談社                 |
| 冊數 | 發售日期      | ISBN                   |
| ---- | ------------- | ---------------------- |
| 1    | 2015年4月9日  | ISBN 978-4-06-395361-9 |
| 2    | 2015年10月9日 | ISBN 978-4-06-395505-7 |
| 3    | 2016年4月8日  | ISBN 978-4-06-395640-5 |
| 4    | 2016年11月9日 | ISBN 978-4-06-395791-4 |

### 畫集
- （Media Factory出版）
  - 2016年3月23日發售[5]、ISBN 978-4-04-068223-5

## 電視動畫
全24話，並分為兩季播放。第一季（共12話）於2015年10月3日至12月19日首播，第二季（共12話）於2016年4月2日播出至6月18日。

### 製作人員
- 總監督：小野學
- 監督：瀨藤健嗣
- 角色設計、總作畫監督：川上哲也
- 美術監督：森岡賢一
- 色彩設計：松山菱子
- 動畫監督：渡邊幸浩
- 攝影監督：中西康祐、杉山大樹
- CG監督：工藤菜央
- 編輯：後藤正浩
- 音樂監督：本山哲
- 音樂：Rasmus Faber
- 音樂製作：FlyingDog
- 動畫製作：A-1 Pictures

### 主題曲
第一季
片頭曲「Brand-new World」（第1話－第12話）、第24話（當片尾曲使用）
作曲、編曲：WEST GROUND，作詞、主唱：西澤幸奏
片尾曲「Waiting for the rain」（第1話－第12話）
作詞、作曲、編曲：Rasmus Faber，主唱：奧菲莉亞·蘭朵露芬（坂本真綾）
插入曲
（第8話）
作詞：岩里祐穗，作曲、編曲：Rasmus Faber，主唱：席爾薇雅·琉奈海姆（千菅春香）
「Hold you in the wind」（第12話）
作詞、作曲、編曲：Rasmus Faber，演奏：Rasmus Faber feat. Emily McEwan
第二季
片頭曲「The Asterisk War」（第13話－第24話）
作曲、編曲：WEST GROUND，作詞、主唱：西澤幸奏
片尾曲「-words of love」（第13話－第23話）
作詞：山田稔明，作曲、編曲：Rasmus Faber，主唱：席爾薇雅·琉奈海姆（千菅春香）
插入曲
（第14話）
作詞：岩里祐穗，作曲、編曲：Rasmus Faber，主唱：席爾薇雅·琉奈海姆（千菅春香）
「Lonely feather」（第19話）
作詞、作曲、編曲：Rasmus Faber，主唱：席爾薇雅·琉奈海姆（千菅春香）

### 各話列表
| 話數   | 日文標題 | 中文標題     | 劇本     | 分鏡            | 演出            | 作畫監督                                          | 原作卷數 |
| 第一期 | 第一期   | 第一期       | 第一期   | 第一期          | 第一期          | 第一期                                            | 第一期   |
| ------ | -------- | ------------ | -------- | --------------- | --------------- | ------------------------------------------------- | -------- |
| 第1話  |          | 華焰魔女     | 中本宗應 | 瀨藤健嗣        | 瀨藤健嗣        | 川上哲也                                          | 第1卷    |
| 第2話  |          | 黑爐魔劍     | 中本宗應 | 今泉賢一        | 今泉賢一        | 武本大介、中本里惠 石川洋一                       | 第1卷    |
| 第3話  |          | 兩人的假日   | 中本宗應 |                 |                 | 福島豐明、吉田肇 竹內昭                           | 第1卷    |
| 第4話  |          | 解放者       | 中本宗應 | 小野學          | 飛田剛          | 岩井優器                                          | 第1卷    |
| 第5話  |          | 疾風刃雷     | 木澤行人 | 青柳隆平        | 青柳隆平        | 北村友幸、淺井昭人                                | 第2卷    |
| 第6話  |          | 少女素顏     | 木澤行人 | 室井富美江      | 岩田和也        | 川島尚、渡邊真由美                                | 第2卷    |
| 第7話  |          | 決意與決鬥   | 木澤行人 | 大嶋博之        | 大嶋博之        | 、橋口隼人                                        | 第2卷    |
| 第8話  |          | 兩人的假日②  | 木澤行人 | 小野學          | 高藤聰          | 手島典子、出野義則                                | 第1卷    |
| 第9話  |          | 鳳凰星武祭   | 菅原雪繪 | 小島正士        | 森大貴          | 袴田裕二                                          | 第3卷    |
| 第10話 |          | 吸血暴姬     | 菅原雪繪 | 所智一          | 飛田剛          | 淺井昭人、若井優器 北村友幸                       | 第3卷    |
| 第11話 |          | 力量與代價   | 菅原雪繪 | 大嶋博之        | 淺見松雄        | 南伸一郎、木下由美子 福島豐明                     | 第3卷    |
| 第12話 |          | 霸潰血鐮     | 菅原雪繪 | 小野學          | 嵯峨敏          | 針場裕子、石川洋一 橋口隼人                       | 第3卷    |
| 第二期 |          |              |          |                 |                 |                                                   |          |
| 第13話 |          | 萬有天羅     | 木澤行人 | 瀨藤健嗣        | 德田大貴        | 木藤貴之、針場裕子                                | 第4卷    |
| 第14話 |          | 惡辣之王     | 木澤行人 | 大嶋博之        | 飛田剛          | 石堂伸晴、橋本航平                                | 第4卷    |
| 第15話 |          | 追憶鬥破     | 木澤行人 | 青柳隆平        | 青柳隆平        | 橋口隼人、石川洋一                                | 第4卷    |
| 第16話 |          | 堅決的意志   | 木澤行人 | 鳥居貴史 小野學 | 嵯峨敏          | 川崎玲奈、 鳥居貴史                               | 第4卷    |
| 第17話 |          | 惡辣的操偶線 | 木澤行人 | 稻井仁          | 稻井仁          | 袴田裕二、蘇武裕子 吉住千秋                       | 第5卷    |
| 第18話 |          | 奔走         | 菅原雪繪 | 深澤學          | 竹下健一        | 木藤貴之、針場裕子 永野美春                       | 第5卷    |
| 第19話 |          | 戰律         | 菅原雪繪 | 大嶋博之        | 大嶋博之        | 小野田貴之                                        | 第5卷    |
| 第20話 |          | 霸凰決戰     | 菅原雪繪 | 青柳隆平        | 青柳隆平        | 石川洋一、橋口隼人 袴田裕二                       | 第5卷    |
| 第21話 |          | 雙方的決戰   | 中本宗應 | 小野學          | 德田大貴 小野學 | 川崎玲奈、小野田貴之 德田大貴                     | 第5卷    |
| 第22話 |          | 萊澤塔尼亞   | 中本宗應 | 飛田剛          | 飛田剛          | 川上哲也                                          | 第6卷    |
| 第23話 |          | 孤毒魔女     | 中本宗應 | 小俣真一        | 嵯峨敏          | 吉住千秋、蘇武裕子 、小野田貴之 德田大貴 永野美春 | 第6卷    |
| 第24話 |          | 重逢         | 中本宗應 | 瀨藤健嗣        | 瀨藤健嗣        | 木藤貴之、石川洋一 橋口隼人、川崎玲奈 川上哲也    | 第6卷    |

### 播放電視台
日本深夜動畫：下文記載的日本国内播放時間使用日本標準時間（UTC+9）表示。因為部分時間标识會採用30小时制，因此請留意这类超过24:00的时间，其實際播放時間為翌日清晨。
| 播放地區   | 播放電視台 | 播放日期                 | 播放時間（UTC+9）         | 所屬聯播網 | 備註                                                                                     |
| 第1期      | 第1期      | 第1期                    | 第1期                     | 第1期      | 第1期                                                                                    |
| ---------- | ---------- | ------------------------ | ------------------------- | ---------- | ---------------------------------------------------------------------------------------- |
| 日本全國   | Animax     | 2015年10月3日－12月19日  | 星期六 20時30分－21時00分 | 衛星電視   | 製作委員會参加 有重播                                                                    |
| 東京都     | TOKYO MX   | 2015年10月3日－12月19日  | 星期六 23時30分－24時00分 | 獨立局     |                                                                                          |
| 栃木縣     | 栃木電視台 | 2015年10月3日－12月19日  | 星期六 23時30分－24時00分 | 獨立局     |                                                                                          |
| 群馬縣     | 群馬電視台 | 2015年10月3日－12月19日  | 星期六 23時30分－24時00分 | 獨立局     |                                                                                          |
| 日本全國   | BS11       | 2015年10月3日－12月19日  | 星期六 23時30分－24時00分 | 衛星電視   | ANIME+節目                                                                               |
| 近畿廣域圈 | 朝日放送   | 2015年10月7日－12月23日  | 星期三 26時14分－26時44分 | 朝日電視網 | 製作委員會参加 星期三動畫〈水MON〉第1部                                                  |
| 中京廣域圈 | CBC電視台  | 2015年10月7日－12月23日  | 星期三 26時45分－27時15分 | TBS電視網  |                                                                                          |
| 香港       | Viu        | 2015年10月26日－12月19日 | 星期六 23時00分 更新      | 網絡電視   | UTC+8 行動應用程式 有字幕 日語廣播 10月26日前播放的集數全數推出 ，其後集數與日本同步播出 |
| 第2期      |            |                          |                           |            |                                                                                          |
| 日本全國   | Animax     | 2016年4月2日－6月18日    | 星期六 20時30分－21時00分 | 衛星電視   | 製作委員會参加 有重播                                                                    |
| 東京都     | TOKYO MX   | 2016年4月2日－6月18日    | 星期六 24時30分－25時00分 | 獨立局     |                                                                                          |
| 栃木縣     | 栃木電視台 | 2016年4月2日－6月18日    | 星期六 24時30分－25時00分 | 獨立局     |                                                                                          |
| 群馬縣     | 群馬電視台 | 2016年4月2日－6月18日    | 星期六 24時30分－25時00分 | 獨立局     |                                                                                          |
| 日本全國   | BS11       | 2016年4月2日－6月18日    | 星期六 24時30分－25時00分 | 衛星電視   | ANIME+節目                                                                               |
| 近畿廣域圈 | 朝日放送   | 2016年4月6日－           | 星期三 26時14分－26時44分 | 朝日電視網 | 製作委員會参加 星期三動畫〈水MON〉第1部                                                  |
| 中京廣域圈 | CBC電視台  | 2016年4月6日－           | 星期三 26時45分－27時15分 | TBS電視網  |                                                                                          |
| 香港       | Viu        | 2016年4月2日－6月18日    | 星期六 23時00分 更新      | 網絡電視   | UTC+8 行動應用程式 有字幕 日語廣播                                                       |

### BD/DVD
| 卷數   | 發售日期       | 收錄話數    | 規格編號      | 規格編號      |
| 卷數   | 發售日期       | 收錄話數    | BD            | DVD           |
| 第一期 | 第一期         | 第一期      | 第一期        | 第一期        |
| ------ | -------------- | ----------- | ------------- | ------------- |
| 1      | 2015年12月23日 | 第1 - 2話   | ANZX-12301/2  | ANZB-12301/2  |
| 2      | 2016年1月27日  | 第3 - 4話   | ANZX-12303/4  | ANZB-12303/4  |
| 3      | 2016年2月24日  | 第5 - 6話   | ANZX-12305/6  | ANZB-12305/6  |
| 4      | 2016年3月23日  | 第7 - 8話   | ANZX-12307/8  | ANZB-12307/8  |
| 5      | 2016年4月24日  | 第9 - 10話  | ANZX-12309/10 | ANZB-12309/10 |
| 6      | 2016年5月25日  | 第11 - 12話 | ANZX-12311/12 | ANZB-12311/12 |
| 第二期 |                |             |               |               |
| 1      | 2016年6月22日  | 第13 - 14話 | ANZX-12313/4  | ANZB-12313/4  |
| 2      | 2016年7月27日  | 第15 - 16話 | ANZX-12315/6  | ANZB-12315/6  |
| 3      | 2016年8月24日  | 第17 - 18話 | ANZX-12317/8  | ANZB-12317/8  |
| 4      | 2016年9月28日  | 第19 - 20話 | ANZX-12319/20 | ANZB-12319/20 |
| 5      | 2016年10月26日 | 第21 - 22話 | ANZX-12321/22 | ANZB-12321/22 |
| 6      | 2016年11月23日 | 第23 - 24話 | ANZX-12323/24 | ANZB-12323/24 |

## 遊戲
學戰都市 Asterisk 鳳華絢爛
- 使用平台：PlayStation Vita
- 製作公司：BANDAI NAMCO Games
- 發售日期：2016年1月28日
- 官方網址：[8]

學戰都市 Asterisk Festa 閃耀的斯特拉
手遊版本，於2016年7月21日由萬代南夢宮娛樂在App Store和Google Play上發布。2017年7月13日遊戲停止營運。

## 外部連結
- MF文庫J『學戰都市Asterisk』官網（页面存档备份，存于） （日語）
- 電視動畫『學戰都市Asterisk』官網（页面存档备份，存于） （日語）